# Manuel Serrano (1700-1764)
Manuel Serrano (c. 1700-1764) fue un arquitecto español del siglo XVIII.

## Biografía

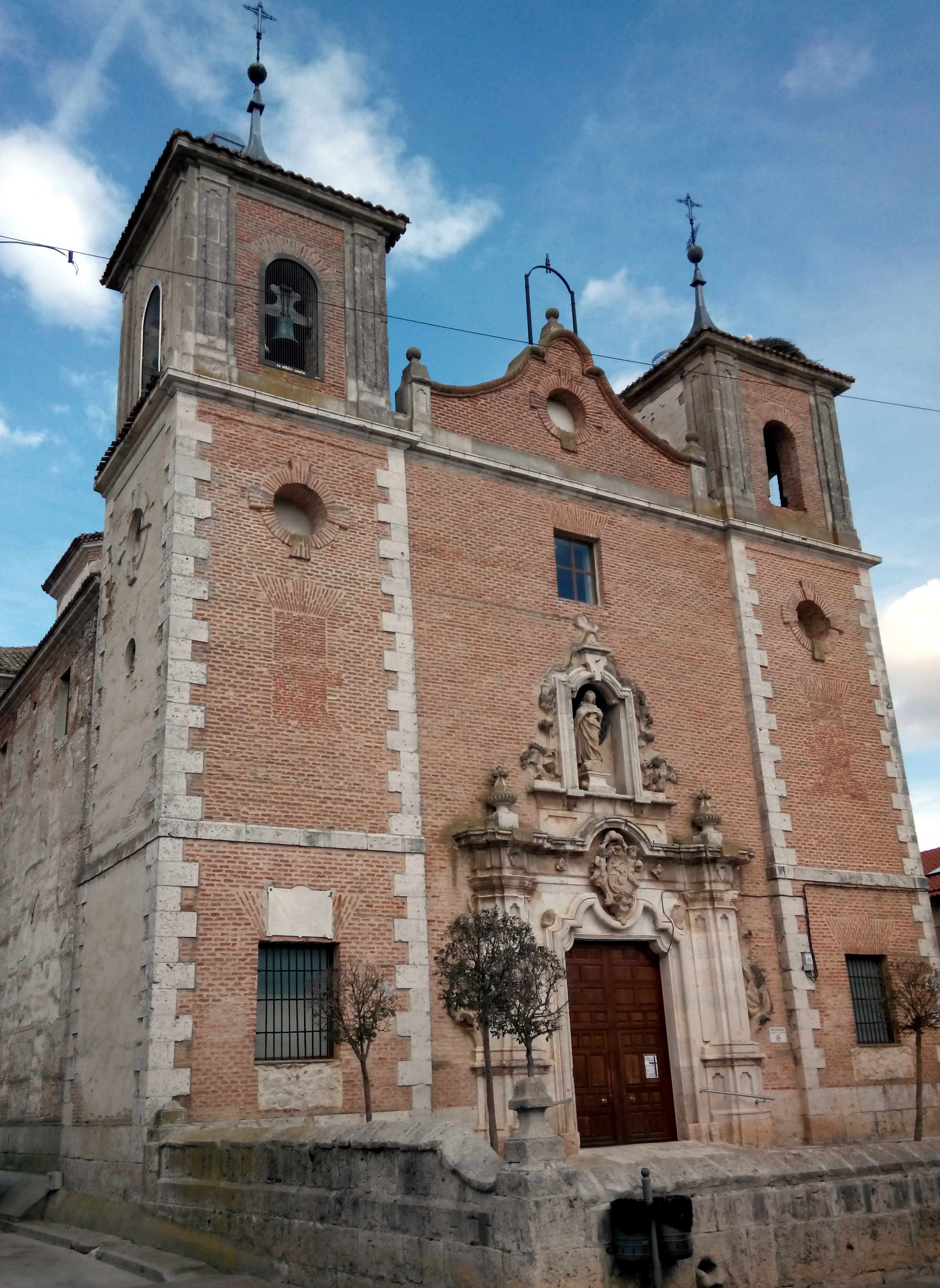
Iglesia en Renedo

Habría nacido cerca de 1700 en Valladolid. Serrano, que fue uno de los arquitectos con mayor prestigio de su ciudad natal a mediados del siglo, trabajó en obras en los reales sitios de Aranjuez y San Ildefonso, además de en iglesias o conventos en Renedo de Esgueva, Rueda, Valladolid o Sigüenza. Habría fallecido hacia noviembre de 1764. No se le debe confundir con otro Manuel Serrano del mismo siglo, que también trabajó en Aranjuez, si bien este último habría estado activo al menos entre 1774 y 1785.